# Магнолия (Делавэр)
Магнолия (англ. Magnolia) — город в округе Кент в штате Делавэр США. По данным переписи 2020 года, численность населения составляла 277 человек.

## Население
| 2010 | 2020 |
| ---- | ---- |
| 225  | ↗277 |